# 安秉直
安 秉直（アン・ビョンジク、1936年6月28日 - ）は、韓国の経済史学者。ソウル大学名誉教授。ニューライト財団の創立者。慶尚南道咸安出身。

## 略歴
- 1980年代前半まで、マルクス経済学者の朴玄埰の影響を受け[2]、植民地反封建社会論の立場から韓国経済を批判していた[1]。
- 1986年から1987年まで、東京大学経済学部客員教授
- 1987年、李大根と落星台経済研究所を創設[1]。
- 1990年代、ソウル大学民主化のための教授協議会の初代・第2代会長に就任[1]。
- 2002年、福井県立大学大学院特任教授
- 2006年、ニューライト財団を創立、初代理事長就任[1]。
- 2007年 － 2008年5月、ハンナラ党汝矣島研究所の理事長[1]。

## 研究内容と韓国内での批判
- 李大根・李栄薫らと李氏朝鮮後期から現代にかけての韓国の経済史を研究している。特に日本統治下の朝鮮経済の研究で知られる。
- 中村哲・堀和生ら日本の経済学者とともに「韓国の経済発展に関する歴史的研究」というプロジェクトで朝鮮経済史の共同研究を行い、その成果を発表している[3]。この研究の結果から、日本統治下において、日本資本の主導下で資本主義化が展開し、朝鮮人もこの展開に比較的積極的に適応していき、資本家・労働者に一定の成長が見られたとしている。この主張から、たびたび韓国では日本による統治を肯定する植民地近代化論者、チンイルパだと批判されている。
- 韓国では、上記の共同研究がトヨタ財団から資金援助を受けた[4]ことから、研究の性格を疑わざるをえないと批判されたこともある[5]。
- かつて、慰安婦について韓国挺身隊問題対策協議会と共同で調査した。この調査で強制によると認定した慰安婦が金学順と文玉珠である。この調査について後に韓国の新聞のインタビューで「問題は強制動員だ。強制動員されたという一部の慰安婦経験者の証言はあるが、韓日とも客観的資料は一つもない」「3年活動してからやめた理由は、彼ら（挺身隊対策協）の目的が慰安婦の本質を把握して今日の悲惨な慰安婦現象を防止することではなく、日本とケンカすることだったからだ」とコメントし、韓国内で波紋を広げた[6]。
- 一方、2013年8月7日の朝鮮日報では、「従軍慰安婦は、徴用・徴兵・勤労挺身隊と同じく、戦争の本格化により日本が戦時動員体制の一つとして国家的レベルで強行したこと。しかも慰安婦は、募集時に自分たちがやることをきちんと説明されず、人身売買に近い手法が利用されたという点で『広義の強制動員』と見ても差し支えない」と言っている。しかし同日の毎日新聞には、『ただ、安名誉教授は、韓国で一般的な「軍や警察による強制連行があった」という意見に対しては、「朝鮮では募集を業者が行い、軍が強制連行する必要は基本的になかったはずだ」との見方を示した』とある[要出典]。
- 1919年の上海臨時政府の設立が韓国の建国であるという意見に対して、国家の構成要素は主権・領土・国民であり、上海臨時政府は少数の独立運動団体であって国家ではなかったとして、韓国の建国は1948年であるとしている[7]。
- 日本統治時代を美化していると批判されることに対して、植民地時代だといっても、文化の開化運動がなかったわけではく、帝国主義国家が植民地を前近代の状況で放置しては、統治の費用が莫大になるので、金融、財政、土地所有制、私有財産制、戸籍制、学校施設、司法制度などをすべて変えたとしている[8]。
- 2012年5月に韓国で安秉直が発見した「日本軍慰安所管理人の日記」は、1943-44年にビルマとシンガポールの日本軍慰安所の帳場に勤めていた朝鮮人の日記であり、安はその研究を『解題　日本軍慰安所管理人の日記』として2013年8月に韓国で出版している[9][10]。この『解題　日本軍慰安所管理人の日記』p181で安は「問題は前借金を返済した場合も廃業が容易ではなかったという点にある」「軍慰安婦らの置かれていた上のような境遇を「性奴隷状態」と捉えても差し支えは無いのではなかろうか」と結語している[11]。

## その他
- ニューライト運動の名付け親でもある[12]。
- 「研究者は事実が生命だ。事実と異なる話をするならば、学問をやめなければならない」と述べている[13]。
- 同音の安秉稷（アン・ビョンジク）ソウル大西洋史学科教授とは異なる人物である。

## 著書
- 『近代朝鮮工業化の研究』（1993 中村哲・安秉直編 日本評論社）
- 『朝鮮土地調査事業の研究』（1997 金鴻植他著 民音社（ソウル））
- 『日本資本主義と朝鮮・台湾』（2004 堀和生・中村哲編 京都大学出版会）